# Căn đơn vị

Căn đơn vị cấp 5 trong Mặt phẳng phức

Trong toán học, căn đơn vị, đôi khi gọi là số de Moivre, là số phức bất kỳ khi lũy thừa mũ nguyên dương n có kết quả bằng 1. Căn đơn vị được sử dụng trong nhiều nhánh của toán học, và đặc biệt quan trọng trong lý thuyết số, lý thuyết nhóm tính chất, và biến đổi Fourier rời rạc.
Trong lý thuyết trường và lý thuyết vành, khái niệm căn đơn vị cũng áp dụng cho bất kỳ vành nào có phần tử nhân được. Trường đóng đại số có chính xác n căn đơn vị cấp n nếu n không chia hết cho đặc trưng của trường.

## Định nghĩa
Căn đơn vị cấp n, trong đó n là một số nguyên dương (tức là n = 1, 2, 3, …), là một số z thỏa phương trình sau:
{\displaystyle z^{n}=1}
Nếu không nói gì thêm, căn đơn vị là các số phức, (bao gồm số 1, và số -1 nếu n chẵn, là các số phức với phần ảo bằng 0), và trong trường hợp này, căn đơn vị cấp n có dạng
{\displaystyle e^{\frac {2k\pi i}{n}}=\cos {\frac {2k\pi }{n}}+i\sin {\frac {2k\pi }{n}},\quad \quad k=0,1,\dots ,n-1.}
Một căn đơn vị cấp n được gọi là nguyên thủy nếu nó không là một căn đơn vị cấp k của các số k nhỏ hơn n:
{\displaystyle z^{k}\neq 1\qquad (k=1,2,3,\dots ,n-1)}
Nếu n là số nguyên tố, tất cả căn đơn vị cấp n, ngoại trừ 1, đều nguyên thủy.

## Ví dụ
Tìm các căn đơn vị cấp 3?
Theo định nghĩa, căn đơn vị cấp 3 là nghiệm của phương trình {\displaystyle z^{3}=1}. Dễ thấy {\displaystyle z=1} là một nghiệm của phương trình, vậy 1 là một căn đơn vị cấp 3.
Tuy nhiên, còn 2 nghiệm phức của phương trình là {\displaystyle z={\frac {-1+i{\sqrt {3}}}{2}}} và {\displaystyle z={\frac {-1-i{\sqrt {3}}}{2}}}.
Vậy tập các căn đơn vị cấp 3 là
{\displaystyle U_{3}=\left\{1,{\frac {-1+i{\sqrt {3}}}{2}},{\frac {-1-i{\sqrt {3}}}{2}}\right\}}